# Technikdeterminismus
Technikdeterminismus oder technologischer Determinismus ist ein in der allgemeinen und der Industrie-Soziologie gebräuchlicher Begriff mit der Bedeutung, dass
- die Technik soziale, politische und kulturelle Anpassungen hervorruft und
- technische Entwicklungen sozialen und kulturellen Wandel zur Folge haben.

## Technologischer Determinismus in der Gesellschaftstheorie
Fälschlicherweise wird häufig Karl Marx ein Technikdeterminismus nachgesagt, weil er die Produktivkräfte als das bewegende Moment (Movens) der Gesellschaftsentwicklung interpretiert hat. Übersehen wird dabei, dass sein Konzept der Produktivkräfte nicht auf die technischen Produktionsmittel reduziert werden kann, sondern mit Bezug auf die Arbeit insgesamt weit umfassender zu verstehen ist.
Der Soziologe William F. Ogburn hat in seiner Theorie der kulturellen Phasenverschiebung Erfindungen und Technik (materielle Kultur) als eine unabhängige Variable konzipiert, die als Schrittmacher des sozialen Wandels mit unterschiedlicher Geschwindigkeit die immaterielle Kultur (Institutionen, Werte und Ideen) zum Wandel zwingt. Die Phasenverschiebung zwischen materieller und immaterieller Kultur bezeichnete er als cultural lag.
Im Anschluss an Jacques Elluls Buch über die „technologische Gesellschaft“ hat Helmut Schelsky die These aufgestellt, dass der wissenschaftlich-technische Fortschritt Sachzwänge produziere, „denen eine funktionalen Bedürfnissen gehorchende Politik folgen muß“.
Der Technikphilosoph Günter Ropohl bezeichnet das technikinhärente Fortschreiten der Entwicklung als genetischen Determinismus, die aus dem Fortschreiten der Entwicklung folgende Anpassung kultureller Elemente als konsequentiellen Determinismus. Dieses Konzept weist Ähnlichkeiten mit der Theorie von William F. Ogburn auf.

## Technologischer Determinismus in der Industriesoziologie
Als theoretisches Erklärungsmuster für den sozialen Wandel in der Arbeitswelt und der Arbeitsorganisation findet sich auch in der Industriesoziologie und dem Wissenschaftszweig der ’’Industrial Relations’’ die These vom technologischen Determinismus. Die vornehmlich in den 1950er und 1960er Jahren vertretene These lautete, dass Technik und technischer Wandel ihre Anwendungsbedingungen im Arbeitsprozess gleichsam zwingend vorschreiben. Ein prominenter Vertreter dieser These ist der amerikanische Industriesoziologe Robert Blauner, der in seinem Buch „Alienation and Freedom“ (1964) ein Phasenmodell der produktionstechnischen Entwicklung mit den zugehörigen Arbeitsformen (handwerkliche Arbeit, entfremdete Maschinenarbeit und Fließbandfertigung, nicht-entfremdete Arbeit in der automatisierten Industrie) konzipiert hat.

## Kritik
Der Technikdeterminismus gilt innerhalb der Techniksoziologie als widerlegt und überholte These. Dennoch prägt er immer noch die populäre Vorstellung von der technischen Entwicklung, wie auch, im Anschluss an Marshall McLuhan, weite Teile der Medientheorie. Ob McLuhan Technikdeterminist war, ist umstritten. In der Industriesoziologie wich die Determinismus-These dem Verständnis, dass die Produktionstechnologie die Arbeitsorganisation zwar strukturiere, aber nicht determiniere. Die Arbeitsorganisation wird als ein sozio-technisches System begriffen, das Wahl- und Gestaltungsfreiheiten zulasse, so dass bei gleicher Produktionstechnik unterschiedliche Formen der Arbeitsorganisation möglich sind.

## Bibliographie
- Robert Blauner: Alienation and Freedom. The Factory Worker and His Industry. Chicago 1964.
- Ruth Schwarz Cowan: More Work for Mother: The Ironies of Household Technology from the Open Hearth to the Microwave. (englisch)., ISBN 0-465-04732-7
- Jacques Ellul: The Technological Society. Alfred A. Knopf, New York 1964 (englisch).
- David F. Noble: Forces of Production: A Social History of Industrial Automation. New York, Oxford University Press 1984 (englisch).
- David F. Noble, Maschinenstürmer oder Die komplizierten Beziehungen der Menschen zu ihren Maschine, Berlin : Wechselwirkung-Verl., 1986 - Kritik des Technikdeterminismus
- Merritt Roe Smith, and Leo Marx, eds.: Does Technology Drive History? The Dilemma of Technological Determinism. MIT Press, Cambridge 1994 (englisch).
- Helmut Schelsky: Der Mensch in der wissenschaftlichen Zivilisation. Köln 1961.
- John M. Staudenmaier, S.J.: Technology's Storytellers: Reweaving the Human Fabric. The Society for the History of Technology and the MIT Press, Cambridge 1985, The Debate over Technological Determinism, S. 134–148 (englisch).
- Langdon Winner: Autonomous Technology: Technics-Out-of-Control as a Theme in Political Thought. MIT Press, Cambridge 1977 (englisch).